# Malorka
Malorka, także Malarka (1051 m) – szczyt w Grupie Pilska w Beskidzie Żywiecko-Orawskim. Znajduje się w północnym grzbiecie Pilska pomiędzy szczytami Gawory i Uszczawne. Stok południowo-wschodni opada do potoku Buczynka, północno-zachodni do jednego z dopływów potoku Sopotnia.
Stoki Malorki porośnięte są lasem świerkowym, na szczycie jest hala Uszczawne z punktem widokowym na okoliczne góry. Nazwa hali pochodzi od rośliny szczaw alpejski, która w Karpatach zwykle rośnie na pasterskich halach w dobrze nawożonych odchodami owiec miejscach, gdzie stały koszary. Przez grzbiet Malorki przebiega czarny szlak turystyczny. Na hali Malorka jest przystanek nr 11 ścieżki edukacyjnej Żywieckiego Parku Krajobrazowego.
Przez Malorkę przebiega granica pomiędzy Sopotnią Wielką (stok północno-zachodni) i Korbielowem (stok południowo-wschodni) w województwie śląskim, w powiecie żywieckim, w gminie Jeleśnia.

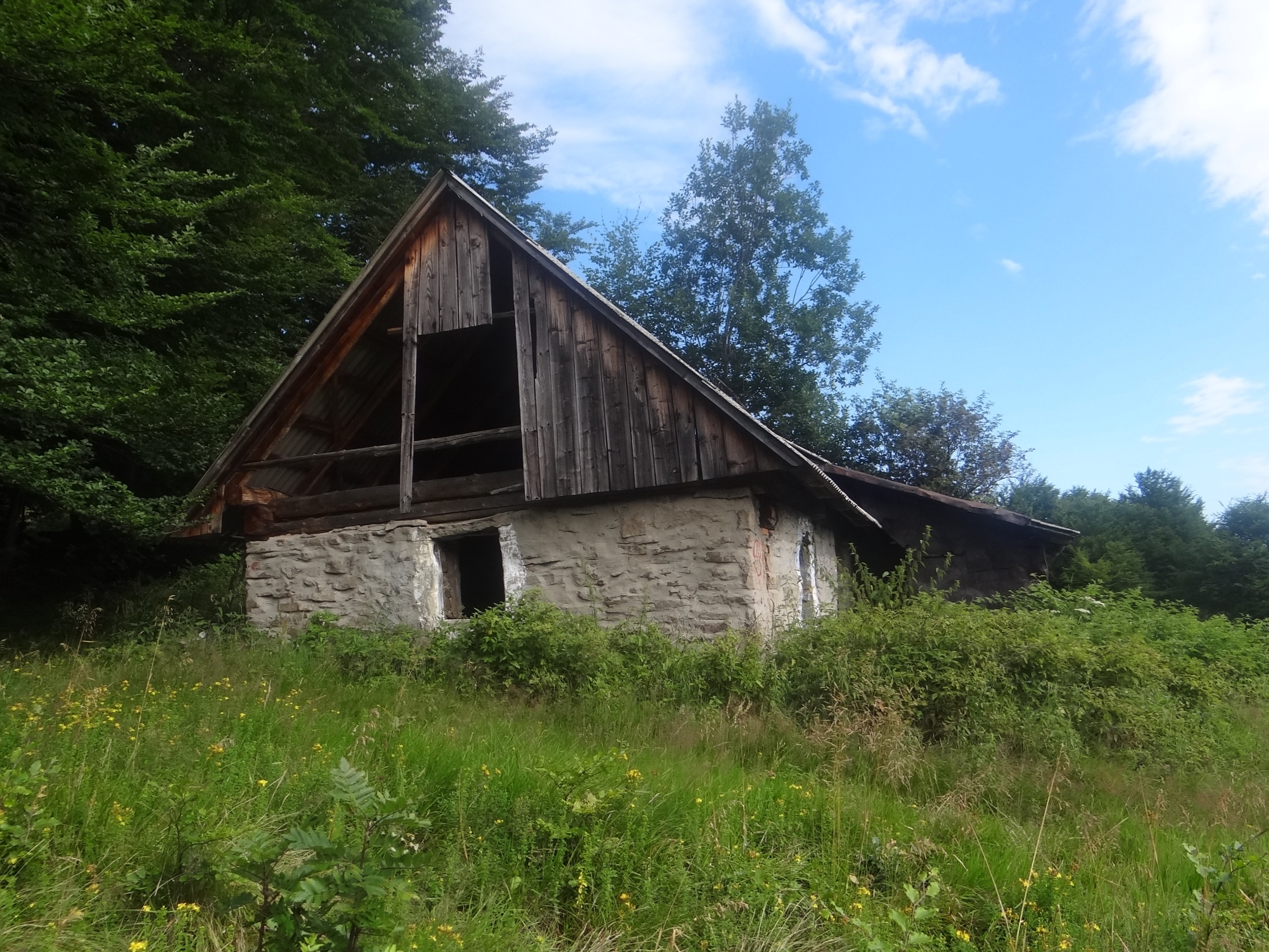
Szałas na Hali Uszczawne

## Szlak turystyczny
Krzyżowa (poczta) – przełęcz Przysłopy – hala Uszczawne – hala Malorka – Gawory (skrzyżowanie ze szlakiem zielonym na Pilsko)